# یواس‌اس راجرز (۱۸۷۹)
یواس‌اس راجرز (۱۸۷۹) (به انگلیسی: USS Rodgers (1879)) یک کشتی بود که طول آن ۱۳۸ فوت (۴۲٫۱ متر) بود. این کشتی در سال ۱۸۷۹ ساخته شد.